# Unione Calcio Sampdoria 2023-2024 (femminile)
Questa voce raccoglie le informazioni riguardanti la squadra femminile dell'Unione Calcio Sampdoria nelle competizioni ufficiali della stagione 2023-2024.

## Stagione
La stagione si è aperta con la dichiarazione della volontà da parte della società di sospendere l'esperienza della sezione femminile del club, suscitando grosse preoccupazioni per lo staff tecnico e le giocatrici ancora legate alla Sampdoria. La notizia ha assunto una notevole rilevanza mediatica, in quanto pur dopo la dichiarazione ad agosto, a due giorni dall'emissione del calendario da parte della FIGC, la squadra rimaneva ufficialmente iscritta, ma non aveva ancora convocato le atlete e i tecnici per iniziare la preparazione di pre-campionato. La situazione arrivò ad essere discussa anche in sede politica all'interno del consiglio comunale di Genova. Infine, la società tornò sui propri passi, anche se a pochi giorni dall'inizio del campionato.
Sebbene avesse perso le prime tre partite di campionato, la squadra raggiunse la metà della classifica all'inizio del girone di ritorno, per poi concludere la stagione regolare all'ottavo posto, accedendo, così, alla poule salvezza. Nel corso della poule salvezza la squadra ha mantenuto l'ottava posizione con 28 punti conquistati, frutto di 8 vittorie, 4 pareggi e 14 sconfitte, conquistando la salvezza già al termine del girone d'andata. Nonostante il raggiungimento della matematica salvezza, il 22 aprile 2024 l'allenatore Salvatore Mango è stato sollevato dall'incarico e la guida tecnica della squadra nelle restanti quattro partite di campionato è stata affidata a Gian Loris Rossi, allenatore della squadra primavera. Dopo aver giocato allo stadio Silvio Piola di Vercelli le gare interne del girone d'andata della stagione regolare, la nuova sede delle gare casalinghe è diventata lo stadio La Sciorba di Genova.
In Coppa Italia la squadra è arrivata ai quarti di finale. Dopo aver eliminato il Pomigliano agli ottavi di finale, ai quarti è stata eliminata dalla Juventus, avendo perso sia l'andata che il ritorno.

## Divise e sponsor
| Casa | Trasferta | Terza divisa |

## Organigramma societario
Area organizzativa
- Responsabile Sampdoria Women: Marco Palmieri
- Segretaria Sampdoria Women: Marcella Ghilardi

Area tecnica
- Allenatore: Salvatore Mango

## Rosa
Rosa e numeri come da sito ufficiale e sito FIGC, aggiornati al 18 gennaio 2014.
| N. |                      | Ruolo | Calciatrice           |
| -- | -------------------- | ----- | --------------------- |
| 1  | Italia (bandiera)    | P     | Amanda Tampieri       |
| 2  | Italia (bandiera)    | D     | Vanessa Panzeri       |
| 3  | Italia (bandiera)    | D     | Chiara Marenco        |
| 6  | Francia (bandiera)   | C     | Alice Benoît          |
| 7  | Francia (bandiera)   | C     | Sarah Huchet          |
| 7  | Italia (bandiera)    | C     | Talia Della Peruta    |
| 8  | Malta (bandiera)     | C     | Rachel Cuschieri      |
| 9  | Italia (bandiera)    | A     | Asia Bragonzi         |
| 9  | Italia (bandiera)    | A     | Victoria Della Peruta |
| 10 | Brasile (bandiera)   | A     | Taty                  |
| 11 | Finlandia (bandiera) | C     | Nora Heroum           |
| 12 | Finlandia (bandiera) | P     | Kerttu Karresmaa      |
| 13 | Italia (bandiera)    | D     | Elisabetta Oliviero   |
| 14 | Italia (bandiera)    | D     | Aurora De Rita        |
| 15 | Svezia (bandiera)    | A     | Alice Söndergaard     |
| 16 | Italia (bandiera)    | C     | Martina Brustia       |
| 17 | Ungheria (bandiera)  | D     | Virág Nagy            |

| N. |                   | Ruolo | Calciatrice        |
| -- | ----------------- | ----- | ------------------ |
| 18 | Italia (bandiera) | A     | Giada Lopez        |
| 19 | Italia (bandiera) | A     | Sara Baldi         |
| 21 | Italia (bandiera) | C     | Cecilia Re         |
| 22 | Italia (bandiera) | C     | Eva Schatzer       |
| 23 | Italia (bandiera) | D     | Elena Pisani       |
| 24 | Italia (bandiera) | A     | Syria Rosignoli    |
| 25 | Italia (bandiera) | C     | Carolina Grassi    |
| 26 | Italia (bandiera) | A     | Chiara Micheli     |
| 27 | Italia (bandiera) | A     | Stefania Tarenzi   |
| 28 | Italia (bandiera) | D     | Nicole Lazzeri     |
| 29 | Italia (bandiera) | P     | Ginevra Tonelli    |
| 30 | Italia (bandiera) | C     | Veronica Battelani |
| 35 | Italia (bandiera) | D     | Elisa Zilli        |
| 36 | Italia (bandiera) | P     | Sabrina Nespolo    |
| 40 | Italia (bandiera) | C     | Bianca Fallico     |
| 67 | Italia (bandiera) | D     | Michela Giordano   |
| 77 | Malta (bandiera)  | A     | Lexine Farrugia    |

## Calciomercato

### Sessione estiva
| Acquisti | Acquisti           | Acquisti   | Acquisti      |
| R.       | Nome               | da         | Modalità      |
| -------- | ------------------ | ---------- | ------------- |
| P        | Kerttu Karresmaa   | Espoo      | definitivo    |
| D        | Michela Giordano   | Juventus   | prestito      |
| D        | Chiara Marenco     | San Marino | fine prestito |
| C        | Veronica Battelani | Sassuolo   | prestito      |
| C        | Alice Benoît       | Parma      | definitivo    |
| C        | Sarah Huchet       | Fiorentina | definitivo    |
| C        | Nora Heroum        | Parma      | definitivo    |
| C        | Eva Schatzer       | Juventus   | prestito      |
| A        | Asia Bragonzi      | Juventus   | prestito      |
| A        | Alice Söndergaard  | Häcken     | prestito      |
| A        | Taty               | Pomigliano | definitivo    |

| Cessioni | Cessioni                | Cessioni           | Cessioni      |
| R.       | Nome                    | a                  | Modalità      |
| -------- | ----------------------- | ------------------ | ------------- |
| P        | Emma Brunelli           |                    | svincolata    |
| P        | Francesca Fabiano       | Napoli             | definitivo    |
| P        | Valentina Soggiu        | Juventus           | fine prestito |
| P        | Kirvil Odden Sundsfjord | Lyn                | definitivo    |
| D        | Elena Battistini        | Roma               | fine prestito |
| D        | Michela Giordano        | Juventus           | fine prestito |
| D        | Nicole Lazzeri          |                    | svincolata    |
| D        | Tecla Pettenuzzo        | Roma               | fine prestito |
| D        | Giorgia Spinelli        | Fiorentina         | svincolata    |
| C        | Dominika Čonč           | Levante Las Planas | definitivo    |
| C        | Siria Mailia            |                    | svincolata    |
| C        | Cecilia Prugna          | Roma               | fine prestito |
| C        | Alice Regazzoli         | Inter              | fine prestito |
| C        | Yoreli Rincón           | Atlético Nacional  | definitivo    |
| C        | Sabah Seghir            | Basilea            | definitivo    |
| A        | Sara Baldi              | Fiorentina         | fine prestito |
| A        | Agnese Bonfantini       | Juventus           | fine prestito |
| A        | Kelly Gago              | Parma              | svincolata    |

### Sessione invernale
| Acquisti | Acquisti              | Acquisti                 | Acquisti |
| R.       | Nome                  | da                       | Modalità |
| -------- | --------------------- | ------------------------ | -------- |
| D        | Virág Nagy            | Sassuolo                 |          |
| C        | Martina Brustia       | Sassuolo                 |          |
| C        | Talia Della Peruta    | North Carolina Tar Heels |          |
| A        | Sara Baldi            | Fiorentina               | prestito |
| A        | Victoria Della Peruta | North Carolina Tar Heels |          |
| A        | Chiara Micheli        | Parma                    |          |

| Cessioni | Cessioni          | Cessioni     | Cessioni      |
| R.       | Nome              | a            | Modalità      |
| -------- | ----------------- | ------------ | ------------- |
| C        | Sarah Huchet      | Racing Power | [ 23 ]        |
| A        | Asia Bragonzi     | Juventus     | fine prestito |
| A        | Alice Söndergaard | Verona       | prestito      |

## Risultati

### Serie A

#### Prima fase

##### Girone di andata
| Arbitro: | Gianquinto (Parma) |

|  |           |                                  |
|  | Marcatori | 12’ Junge Pedersen 18’ Cambiaghi |

| Arbitro: | De Angeli (Milano) |

|                                              |           |                 |
| Garbino 20’ Beerensteyn 63’, 77’ Girelli 66’ | Marcatori | 51’ (rig.) Taty |

| Arbitro: | Manedo Mazzoni (Prato) |

|              |           |                              |
| Giordano 75’ | Marcatori | 2’ Karlernäs 15’ Škorvánková |

| Arbitro: | Baratta (Rossano) |

|  |           |                         |
|  | Marcatori | 6’ De Rita 19’ Giordano |

| Arbitro: | Maccarini (Arezzo) |

|  |           |                                                        |
|  | Marcatori | 45+2’, 90+1’ (rig.) Linari 59’ Viens 62’, 66’ Giacinti |

| Arbitro: | Catanoso (Reggio Calabria) |

|  |           |                 |
|  | Marcatori | 82’ (rig.) Taty |

| Arbitro: | Marotta (Sapri) |

|  |           |            |
|  | Marcatori | 86’ Lundin |

| Arbitro: | Allegretta (Molfetta) |

|            |           |                 |
| Asllani 7’ | Marcatori | 70’ (rig.) Taty |

| Arbitro: | Colaninno (Nola) |

|  |           |                                     |
|  | Marcatori | 17’, 46’, 55’ Kullashi 42’ Clelland |

##### Girone di ritorno
| Arbitro: | Djurdjevic (Trieste) |

|                |           |             |
| Bonfantini 78’ | Marcatori | 6’ Schatzer |

| Arbitro: | Bozzetto (Bergamo) |

|              |           |  |
| Bragonzi 81’ | Marcatori |  |

| Arbitro: | Cappai (Cagliari) |

|  |           |             |
|  | Marcatori | 8’ Schatzer |

| Genova 20 gennaio 2024, ore 12:30 CET 13ª giornata | Sampdoria         | 0 – 0 referto referto 2 | Napoli | Stadio La Sciorba\| Arbitro: \| Ceriello (Chiari) \| |
| Arbitro:                                           | Ceriello (Chiari) |                         |        |                                                      |

| Arbitro: | Ursini (Pescara) |

|                       |           |  |
| Linari 15’ Greggi 67’ | Marcatori |  |

| Arbitro: | Gigliotti (Cosenza) |

|          |           |  |
| Taty 30’ | Marcatori |  |

| Arbitro: | Colaninno (Nola) |

|                                 |           |                     |
| Re 20’ (aut.) Jóhannsdóttir 80’ | Marcatori | 88’ V. Della Peruta |

| Arbitro: | Gauzolino (Torino) |

|            |           |                           |
| Tarenzi 9’ | Marcatori | 31’, 56’ Dompig 53’ Rubio |

| Arbitro: | Luongo (Napoli) |

|                           |           |  |
| Kullashi 53’ Sabatino 69’ | Marcatori |  |

#### Poule salvezza

##### Girone di andata
| Arbitro: | Viapiana (Catanzaro) |

|  |           |                                                     |
|  | Marcatori | 24’ (aut.) Rabot 46’, 67’, 85’, 88’ V. Della Peruta |

| Arbitro: | Restaldo (Ivrea) |

|                     |           |  |
| V. Della Peruta 11’ | Marcatori |  |

| Arbitro: | Vingo (Pisa) |

|                                |           |  |
| Tampieri 51’ (aut.) Lázaro 83’ | Marcatori |  |

| 13-14 aprile 2024 4ª giornata |  | – Turno di riposo |  |  |

| Arbitro: | Mazzoni (Prato) |

|                     |           |                           |
| T. Della Peruta 49’ | Marcatori | 45’ Dubcová 47’, 80’ Ijeh |

##### Girone di ritorno
| Arbitro: | Di Cicco (Lanciano) |

|                        |           |                                 |
| De Rita 6’ Baldi 90+1’ | Marcatori | 40’ Szymanowski 90+4’ Novellino |

| Arbitro: | Poli (Verona) |

|                                     |           |           |
| Kaján 17’ (rig.) Karlernäs 46’, 69’ | Marcatori | 47’ Baldi |

| Arbitro: | Zoppi (Firenze) |

|                          |           |  |
| V. Della Peruta 14’, 25’ | Marcatori |  |

| 11-12 maggio 2024 9ª giornata |  | – Turno di riposo |  |  |

| Arbitro: | Gandino (Alessandria) |

|                                 |           |        |
| Asllani 4’, 21’ Marinelli 90+4’ | Marcatori | 74’ Re |

### Coppa Italia
| Arbitro: | Tropiano (Bari) |

|  |           |             |
|  | Marcatori | 6’ Oliviero |

| Arbitro: | Giaccaglia (Jesi) |

|  |           |                                           |
|  | Marcatori | 40’, 62’ Bonansea 59’ Girelli 66’ Garbino |

| Arbitro: | Diop (Treviglio) |

|             |           |  |
| Girelli 19’ | Marcatori |  |

## Statistiche

### Statistiche di squadra
| Competizione | Punti | In casa | In casa | In casa | In casa | In casa | In casa | In trasferta | In trasferta | In trasferta | In trasferta | In trasferta | In trasferta | Totale | Totale | Totale | Totale | Totale | Totale | DR  |
| Competizione | Punti | G       | V       | N       | P       | Gf      | Gs      | G            | V            | N            | P            | Gf           | Gs           | G      | V      | N      | P      | Gf     | Gs     | DR  |
| ------------ | ----- | ------- | ------- | ------- | ------- | ------- | ------- | ------------ | ------------ | ------------ | ------------ | ------------ | ------------ | ------ | ------ | ------ | ------ | ------ | ------ | --- |
| Serie A      | 28    | 13      | 3       | 2       | 7       | 10      | 22      | 13           | 4            | 2            | 7            | 15           | 20           | 26     | 8      | 4      | 14     | 25     | 42     | -17 |
| Coppa Italia | -     | 1       | 0       | 0       | 1       | 0       | 4       | 2            | 1            | 0            | 1            | 1            | 1            | 3      | 1      | 0      | 2      | 1      | 5      | -4  |
| Totale       | -     | 14      | 4       | 2       | 8       | 10      | 26      | 15           | 5            | 2            | 8            | 16           | 21           | 29     | 9      | 4      | 16     | 26     | 47     | -21 |

### Andamento in campionato
| Giornata  | 1 | 2 | 3 | 4 | 5 | 6 | 7 | 8 | 9 | 10 | 11 | 12 | 13 | 14 | 15 | 16 | 17 | 18 | 19 | 20 | 21 | 22 | 23 | 24 | 25 | 26 | 27 | 28 |
| --------- | - | - | - | - | - | - | - | - | - | -- | -- | -- | -- | -- | -- | -- | -- | -- | -- | -- | -- | -- | -- | -- | -- | -- | -- | -- |
| Luogo     | C | T | C | T | C | T | C | T | C | T  | C  | T  | C  | T  | C  | T  | C  | T  | T  | C  | T  | R  | C  | C  | T  | C  | R  | T  |
| Risultato | P | P | P | V | P | V | P | N | P | N  | V  | V  | N  | P  | V  | P  | P  | P  | V  | V  | P  | -  | P  | N  | P  | V  | -  | P  |
| Posizione | 6 | 9 | 9 | 7 | 7 | 7 | 7 | 7 | 8 | 7  | 6  | 6  | 5  | 6  | 6  | 6  | 6  | 8  | 7  | 6  | 7  | 8  | 8  | 8  | 8  | 8  | 8  | 8  |

Legenda:

Luogo: C = Casa; T = Trasferta. Risultato: V = Vittoria; N = Pareggio; P = Sconfitta.

### Statistiche delle giocatrici
| Giocatore       | Serie A  | Serie A | Serie A     | Serie A    | Coppa Italia | Coppa Italia | Coppa Italia | Coppa Italia | Totale   | Totale | Totale      | Totale     |
| Giocatore       | Presenze | Reti    | Ammonizioni | Espulsioni | Presenze     | Reti         | Ammonizioni  | Espulsioni   | Presenze | Reti   | Ammonizioni | Espulsioni |
| --------------- | -------- | ------- | ----------- | ---------- | ------------ | ------------ | ------------ | ------------ | -------- | ------ | ----------- | ---------- |
| S. Baldi        | 13       | 2       | 2           | 0          | 1            | 0            | 0            | 0            | 14       | 2      | 2           | 0          |
| V. Battelani    | 17       | 0       | 3           | 0          | 3            | 0            | 0            | 0            | 20       | 0      | 3           | 0          |
| A. Benoît       | 25       | 0       | 4           | 0          | 2            | 0            | 1            | 0            | 27       | 0      | 5           | 0          |
| A. Bragonzi     | 9        | 1       | 1           | 0          | 1            | 0            | 0            | 0            | 10       | 1      | 1           | 0          |
| M. Brustia      | 7        | 0       | 2           | 0          | 2            | 0            | 0            | 0            | 9        | 0      | 2           | 0          |
| R. Cuschieri    | 24       | 0       | 2           | 0          | 3            | 0            | 0            | 0            | 27       | 0      | 2           | 0          |
| T. Della Peruta | 10       | 1       | 0           | 0          | 2            | 0            | 0            | 0            | 12       | 1      | 0           | 0          |
| V. Della Peruta | 11       | 8       | 1           | 0          | 2            | 0            | 0            | 0            | 13       | 8      | 1           | 0          |
| A. De Rita      | 24       | 2       | 4           | 0          | 0            | 0            | 0            | 0            | 24       | 2      | 4           | 0          |
| B. Fallico      | 10       | 0       | 0           | 0          | 2            | 0            | 0            | 0            | 12       | 0      | 0           | 0          |
| L. Farrugia     | -        | -       | -           | -          | 1            | 0            | 0            | 0            | 1        | 0      | 0           | 0          |
| M. Giordano     | 25       | 2       | 1           | 0          | 1            | 0            | 0            | 0            | 26       | 2      | 1           | 0          |
| C. Grassi       | 0        | 0       | 0           | 0          | 0            | 0            | 0            | 0            | 0        | 0      | 0           | 0          |
| N. Heroum       | 22       | 0       | 0           | 0          | 1            | 0            | 0            | 0            | 23       | 0      | 0           | 0          |
| S. Huchet       | 8        | 0       | 2           | 0          | 1            | 0            | 0            | 0            | 9        | 0      | 2           | 0          |
| K. Karresmaa    | 4        | -9      | 1           | 0          | 3            | -5           | 0            | 0            | 7        | -14    | 1           | 0          |
| N. Lazzeri      | 0        | 0       | 0           | 0          | 1            | 0            | 0            | 0            | 1        | 0      | 0           | 0          |
| G. Lopez        | 1        | 0       | 0           | 0          | 0            | 0            | 0            | 0            | 1        | 0      | 0           | 0          |
| C. Marenco      | 3        | 0       | 0           | 0          | 3            | 0            | 1            | 0            | 6        | 0      | 1           | 0          |
| C. Micheli      | 2        | 0       | 0           | 0          | 1            | 0            | 0            | 0            | 3        | 0      | 0           | 0          |
| V. Nagy         | 5        | 0       | 1           | 0          | 2            | 0            | 0            | 0            | 7        | 0      | 1           | 0          |
| S. Nespolo      | 0        | 0       | 0           | 0          | 0            | 0            | 0            | 0            | 0        | 0      | 0           | 0          |
| E. Oliviero     | 26       | 0       | 2           | 0          | 2            | 1            | 0            | 0            | 28       | 1      | 2           | 0          |
| V. Panzeri      | 3        | 0       | 0           | 0          | 1            | 0            | 0            | 0            | 4        | 0      | 0           | 0          |
| E. Pisani       | 20       | 0       | 1           | 0          | 1            | 0            | 0            | 0            | 21       | 0      | 1           | 0          |
| C. Re           | 24       | 1       | 8           | 0          | 2            | 0            | 0            | 0            | 26       | 1      | 8           | 0          |
| S. Rosignoli    | 1        | 0       | 0           | 0          | 2            | 0            | 0            | 0            | 3        | 0      | 0           | 0          |
| E. Schatzer     | 23       | 2       | 0           | 0          | 2            | 0            | 0            | 0            | 25       | 2      | 0           | 0          |
| A. Söndergaard  | 6        | 0       | 1           | 0          | 2            | 0            | 0            | 0            | 8        | 0      | 1           | 0          |
| A. Tampieri     | 22       | -34     | 1           | 0          | 0            | 0            | 0            | 0            | 22       | -34    | 1           | 0          |
| S. Tarenzi      | 13       | 1       | 0           | 0          | 2            | 0            | 0            | 0            | 15       | 1      | 0           | 0          |
| Taty            | 22       | 4       | 5           | 0          | 1            | 0            | 0            | 0            | 23       | 4      | 5           | 0          |
| G. Tonelli      | 0        | 0       | 0           | 0          | -            | -            | -            | -            | 0        | 0      | 0           | 0          |
| E. Zilli        | -        | -       | -           | -          | 1            | 0            | 0            | 0            | 1        | 0      | 0           | 0          |